# Ponts (Catalunha)
Ponts (nome oficial), também chamada Ponsetia e Pons em castelhano, é um município da Espanha na comarca de Noguera, província de Lérida, comunidade autónoma da Catalunha. Tem 30,8 km² de área e em 2021 tinha 2 629 habitantes (densidade: 85,4 hab./km²).

## Demografia
| Variação demográfica do município entre 1991 e 2004[carece de fontes?] | Variação demográfica do município entre 1991 e 2004[carece de fontes?] | Variação demográfica do município entre 1991 e 2004[carece de fontes?] | Variação demográfica do município entre 1991 e 2004[carece de fontes?] |
| ---------------------------------------------------------------------- | ---------------------------------------------------------------------- | ---------------------------------------------------------------------- | ---------------------------------------------------------------------- |
| 1991                                                                   | 1996                                                                   | 2001                                                                   | 2004                                                                   |
| 2200                                                                   | 2292                                                                   | 2393                                                                   | 2365                                                                   |